# Карандаг
Каранда́г (рос. Карандаг) — гірська вершина у північно-східній частині Великого Кавказу. Знаходиться на території Росії (південний Дагестан).